# Nowadays
Nowadays (hangul: 나우어데이즈; rr: Naueodeijeu; MR: Nauŏdeijŭ; estilizado em letras maiúsculas) é um boy group sul-coreano formado e gerenciado pela Cube Entertainment em 2024. O grupo consiste em cinco membros: Hyeonbin, Yoon, Yeonwoo, Jinhyuk e Siyun. E eles estrearam oficialmente no dia 4 de abril de 2024, com o single álbum "Nowadays".

## Nome do grupo
O nome do grupo, Nowadays, reflete uma forte aspiração em despertar a curiosidade do público e dos fãs sobre o hoje (Now) com o objetivo de criar memórias especiais e duradouras para os dias (Days) futuros. Com o objetivo de trazer conforto e emoção para os fãs.

## História

### 2019–2023: Antecedentes e formação do grupo
Em 2019, Hyeonbin participou do Produce X 101, reality show de sobrevivência da Mnet, representando a Source Music. Ele foi eliminado no 11° episódio do programa, terminando o reality na 30° posição do ranking final. Após o fim do programa, ele também fez parte da WM Entertainment e da KOZ Entertainment.
No dia 30 de outubro de 2023, a Cube Entertainment anunciou que estava planejando lançar um novo boy group no primeiro trimestre de 2024, e também foi revelado que este grupo seria composto por cinco membros e que tinha o nome provisório de "Nowadays". E algumas semanas depois, no dia 9 de novembro do mesmo ano, foi informado para o publico que Hyeonbin estaria nesse novo grupo.

### 2024–presente: Preparação e estreia comNowadays
A Cube Entertainment apresentou oficialmente o Nowadays ao público no dia 4 de março de 2024, e também abriu as redes sociais do grupo. Entretanto, os cinco membros só foram revelados oficialmente ao público três dias depois, no dia 7 de março. Posteriormente, no dia 13 do mesmo mês, grupo revelou seu logotipo oficial e a data de estreia do seu primeiro álbum. E seis dias depois, no dia 19, o Nowadays lançou um vídeo performance da música "Now", que seria incluida no álbum de estreia do grupo.
O Nowadays fez a sua estreia oficial no dia 2 de abril, lançando um videoclipe da lead single "OoWee" juntamento com um single álbum que possui o mesmo nome do grupo. O álbum continha três faixas: "Now", "OoWee" e "Ticket".

## Integrantes
- Hyeonbin (em coreano:  현빈), nascida Kim Hyeon-bin (em coreano:  김현빈) na Coreia do Sul em 31 de agosto de 2002 (22 anos).[11] Ele é vocalista, e também é o líder do grupo.[11]
- Yoon (em coreano:  윤), nascida Lee Yoon (em coreano:  이윤) na Coreia do Sul em 27 de agosto de 2003 (21 anos).[11] Ele é vocalista no grupo.[11]
- Yeonwoo (em coreano:  연우), nascida Jeong Yeonwoo (em coreano:  정연우) na Coreia do Sul em 23 de setembro de 2003 (21 anos).[11] Ele é vocalista no grupo.[11]
- Jinhyuk (em coreano:  진혁), nascida Jang Jinhyuk (em coreano:  장진혁) na Coreia do Sul em 21 de maio de 2004 (20 anos).[11] Ele é rapper no grupo.[11]
- Siyun (em coreano:  시윤), nascida Kim Siyun (em coreano:  김시윤) na Coreia do Sul em 24 de agosto de 2004 (20 anos).[11] Ele é rapper, e também é o maknae[a] do grupo.[11]

## Discografia

### Singleálbuns
| Título   | Detalhes | Maior posição nos charts | Vendas     |
| Título   | Detalhes | KOR                      | Vendas     |
| -------- | --- | ------------------------ | ---------- |
| Nowadays | - Lançamento: 2 de abril de 2024 - Gravadora(s): Cube Entertainment - Formato(s): CD, download digital, streaming Track listing 1. "Now" 2. "OoWee" 3. "Ticket" | 10                       | - : 47 867 |

### Singles
| Título | Ano  | Maior posição nos charts | Álbum    |
| Título | Ano  | KOR                      | Álbum    |
| ------ | ---- | ------------------------ | -------- |
| OoWee  | 2024 | —                        | Nowadays |

## Videografia
| Título | Ano  | Diretor | Ref.   |
| ------ | ---- | ------- | ------ |
| OoWee  | 2024 | —       | [ 10 ] |